# Emilia Gubitosi
Emilia Gubitosi (3 février 1887 — 17 janvier 1972) est une pianiste et compositrice italienne.

## Biographie
Emilia Gubitosi est née à Naples. Elle étudia la musique avec Beniamino Cesi (en), Costantino Palumbo, Fromesco Simonetti, Camillo De Nardis (it) et Nicola D'Arienzo (en) au Conservatoire San Pietro a Majella de Naples de Naples ; elle en sortit en 1906 avec un diplôme de piano et avec le premier diplôme de composition pour une femme.
Après avoir terminé ses études elle travailla comme pianiste de concert en Europe. Elle se maria au compositeur Franco Michele Napolitano (it). En 1914 elle obtint un poste d'enseignement au conservatoire où elle travailla jusqu'en 1957. Elle participa à l'orchestre symphonique et dirigea le chœur du conservatoire. En 1918 elle aida à la création de l'Associazione Musicale Alessandro Scarlatti à Naples dont le but est l'approfondissement de la connaissance des débuts de la musique italienne.
Elle meurt à Naples en 1972,.

## Œuvres
Gubitosi composa majoritairement des œuvres pour orchestre mais également de la musique de chambre et des chants.
- Concerto pour piano et orchestre (1917 ; publ. 1943)[3]
- Allegro appassionato pour violon et orchestre (1925)[4]
- Sinfonia pour grand orchestre(publ. 1932)
- Corale sinfonico pour orchestre et orgue(1941)[5]
- Notturno pour orchestre(1941)[4]
- Il flauto notturno, pour soprano, flûte et orchestre
- Serenata
- Dormire
- Favoletta Russa (1931) pour piano
- Andante mosso
- Fatum, opéra en quatre actes

Gubitosi a également transcrit et arrangé des chants des XVIIe siècle et XVIIIe siècle.
- Suono e ritmo (Naples, 1919) avec F. M. Napolitano
- Compendio di teoria musicale (Naples, 1930)

## Source
- (en) Cet article est partiellement ou en totalité issu de l’article de Wikipédia en anglais intitulé « Emilia Gubitosi » (voir la liste des auteurs).